# Simon Schempp
Simon Schempp (* 14. November 1988 in Mutlangen) ist ein ehemaliger deutscher Biathlet. Seine größten Erfolge waren der Gewinn des Weltmeistertitels im Massenstart 2017, die Silbermedaille im Massenstart bei den Olympischen Spielen 2018 sowie zwei vierte Plätze in den Gesamtweltcup-Wertungen 2014/15 und 2015/16.

## Karriere
Simon Schempp lebte in seiner Kindheit in Uhingen, wo er auch die ersten Jahre trainierte, und startete für die Ski Zunft Uhingen. Zu dieser Zeit gab es dort nur eine kleine Trainingsgruppe unter der Aufsicht seines Vaters Reiner Schempp, der selbst als Biathlet dem Landeskader angehört hatte. Da die Trainingsbedingungen in Uhingen nicht die besten waren, trainierte Schempp auch in Gosheim oder Ulm. Die dortigen Einheiten fanden unter der Leitung von Reiner Schempp, Mathias Rösch und Roland Schmauder statt. Zwischen 2004 und 2008 besuchte Schempp das Skiinternat Furtwangen und wurde dort von Steffen Hauswald trainiert. Am Skiinternat machte er sein Abitur, zudem wurde ihm die Alfred-Maul-Gedächtnismedaille für hervorragende Leistungen in Sport verliehen, die ihm von Simone Hauswald überreicht wurde. Ab 2008 trainierte er in Ruhpolding und trat für das Zoll Ski Team an.
International startete Schempp seit 2006 im Junioren-Europacup. Bei seinen ersten Rennen in Obertilliach gewann er einen Sprint und wurde Zweiter des Verfolgungsrennens. In Martell lief er 2007 seine ersten Juniorenweltmeisterschaften. In Südtirol wurde er Fünfter des Einzels, Vierter des Sprints, gewann im Verfolgungsrennen Bronze und gemeinsam mit Daniel Böhm, Sebastian Berthold und Christoph Stephan im Staffelwettbewerb die Goldmedaille. Ein Jahr später war in Ruhpolding der neunte Platz im Einzel das schlechteste Resultat, in Sprint und Verfolgung wurde er Fünfter und gewann mit Manuel Müller, Arnd Peiffer und Florian Graf mit der Staffel die Bronzemedaille. Besonders erfolgreich wurde die Saison 2009. Bei den Juniorenweltmeisterschaften in Canmore erreichte Schempp im Sprint den sechsten Platz, wurde Fünfter im Einzel, gewann in der Verfolgung hinter Lukas Hofer Silber und mit der Staffel an der Seite Erik Lessers, Benedikt Dolls und Grafs die Goldmedaille. Bei den Junioreneuropameisterschaften in Ufa verpasste er als Viertplatzierter im Einzel eine Medaille noch knapp, im Sprint und der Verfolgung gewann er hinter dem Norweger Tarjei Bø die Silbermedaillen. Zum Staffelrennen wurde er beim gleichzeitig zu den Junioreneuropameisterschaften ausgetragenen Staffelrennen der Männer eingesetzt. Gemeinsam mit Böhm, Norbert Schiller und Christoph Knie gewann er hinter der Staffel aus Norwegen die Silbermedaille und zeigte eine gute Leistung in seinem ersten Rennen im Erwachsenenbereich.
Nach den Europameisterschaften wurde Simon Schempp vom Bundestrainer Frank Ullrich erstmals in das Weltcup-Team berufen und feierte beim Biathlon-Weltcup in Whistler, der Generalprobe für die Olympischen Winterspiele 2010, sein Debüt mit einem 24. Platz im Einzel. Im Sprint zwei Tage später erreichte er sogar Rang 17. Am Tag darauf kam er zu seinem ersten Einsatz in einer deutschen Staffel. Als Startläufer bildete er gemeinsam mit Böhm, Peiffer und Michael Rösch die jüngste Staffel, die jemals im Weltcup für Deutschland startete, und wurde mit ihr Dritter, dies war sein erster Sprung aufs Siegertreppchen im Weltcup. Nach einer durchwachsenen Saison 2009/10, in der Schempp die halbe Olympianorm schaffte und zwei gute Staffeleinsätze zeigte, wurde er als Kandidat für die Olympischen Winterspiele 2010 in Vancouver gehandelt. Doch ein massiver Leistungseinbruch, der auf körperliche Erschöpfung zurückzuführen war, verhinderte die Nominierung fast. Der DOSB nominierte Schempp schließlich dennoch für die Spiele. Dort kam er als Startläufer der deutschen Staffel zum Einsatz und belegte Platz fünf, gemeinsam mit Andreas Birnbacher, Arnd Peiffer und Michael Greis. Wenige Tage später gewann er mit Erik Lesser, Daniel Böhm und Christoph Knie in der deutschen Männerstaffel Gold bei den Biathlon-Europameisterschaften 2010 in Otepää. Beim Weltcup in Kontiolahti 2010 belegte Schempp in der deutschen Mixed-Staffel mit Kati Wilhelm, Magdalena Neuner und Erik Lesser den zweiten Platz. Beim darauf folgenden Weltcup am Holmenkollen lief Simon Schempp nach Platz neun im Sprint im Verfolger mit fehlerfreier Schießleistung auf Rang zwei und schaffte damit zum ersten Mal bei einem Einzelrennen im Weltcup den Sprung auf das Siegerpodest. Im letzten Rennen der Saison 2009/10 gelang ihm sein bis dahin größter Erfolg. Er wurde in Chanty-Mansijsk gemeinsam mit Magdalena Neuner, Simone Hauswald und Arnd Peiffer Weltmeister in der Mixed-Staffel.

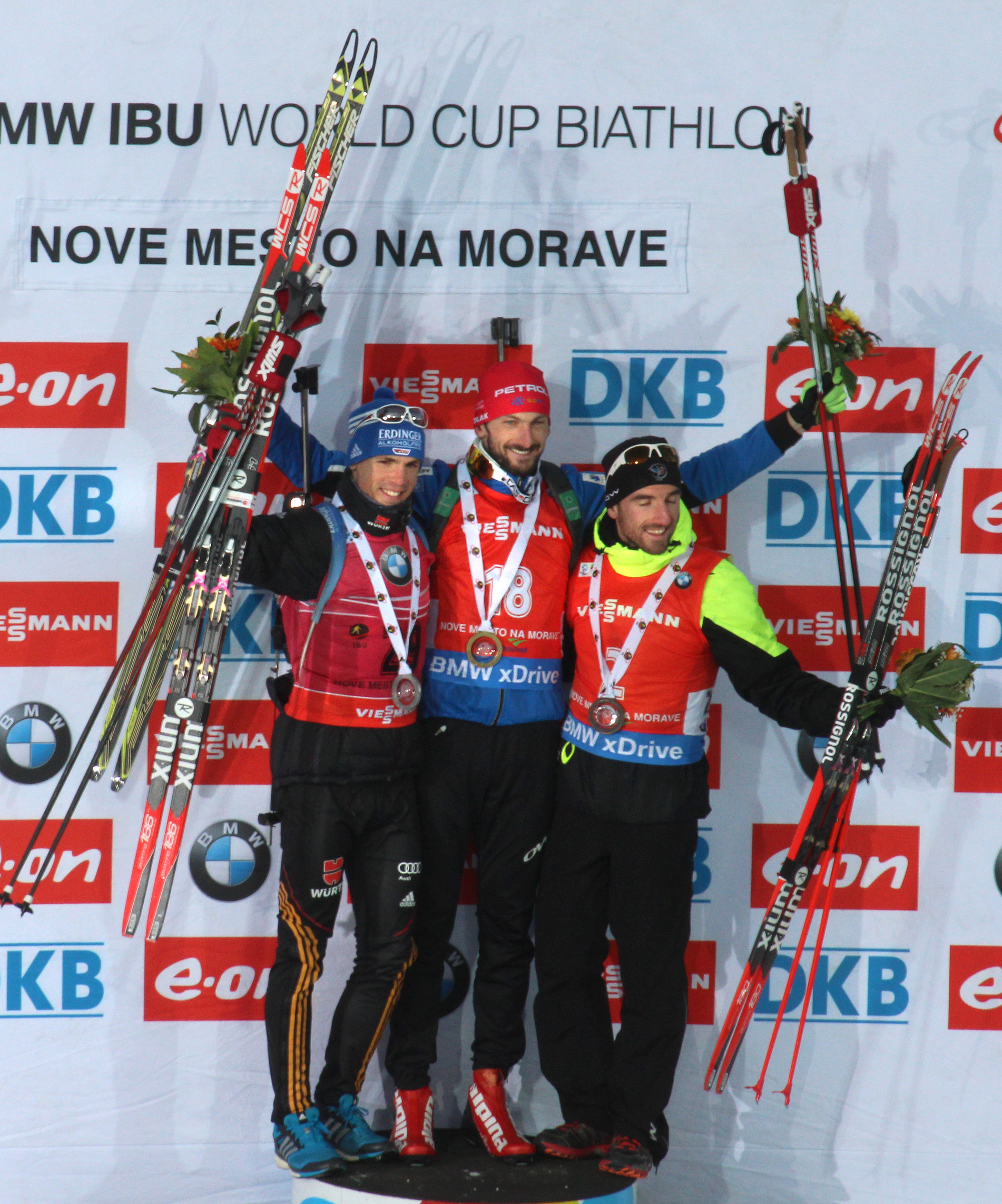
Schempp gemeinsam mit Jakov Fak und Jean-Guillaume Béatrix auf dem Podium nach dem Weltcup-Sprint von Nové Město 2015

National gewann Schempp 2007 in Langdorf den Titel im Einzel der deutschen Juniorenmeisterschaften, 2008 kam Bronze im Sprint von Kaltenbrunn hinzu. Bei den Deutschen Meisterschaften 2008 wurde der sechste Platz im Sprint bestes Einzelergebnis, in der Pokalwertung (Gesamtwertung) belegte er den 17. Platz. Nationaltrainer Franz Bernreiter bezeichnete den starken Läufer Schempp damals als das größte deutsche Talent im Biathlon. Bei den Deutschen Meisterschaften 2009 sicherte sich Schempp den dritten Platz in der Staffel und im Massenstart.
Zusammen mit Andreas Birnbacher gab er 2012 beim 1. Chiemsee Triathlon sein Triathlon-Debüt. In dem mit zahlreichen Triathlon-Profis besetzten Feld kam er mit einer Zeit von 4:16:48,3 für die zwei Kilometer Schwimmen, 80 Kilometer Radfahren und 20 Kilometern Laufen auf den 21. Platz.
Am 17. Januar 2014 gewann Schempp zeitgleich mit Lukas Hofer im Sprintwettbewerb in Antholz sein erstes Weltcuprennen. Tags darauf gewann er das Verfolgungsrennen und feierte damit seinen zweiten Weltcupsieg. Bei den Olympischen Spielen in Sotschi gewann Schempp als Schlussläufer der Staffel eine Silbermedaille. Dafür wurde er am 8. Mai 2014 von Bundespräsident Joachim Gauck mit dem Silbernen Lorbeerblatt ausgezeichnet. Zuvor hatte er beim sechsten Platz in der Verfolgung durch einen Fehler beim letzten Schuss eine mögliche Medaille verpasst.
Mit Siegen am 22. und 24. Januar 2015 in Antholz schrieb Simon Schempp Geschichte, indem er als erster Athlet in zwei direkt aufeinanderfolgenden Jahren am gleichen Ort die gleichen Rennen gewinnen konnte. Am 14. März 2015 wurde er bei den Weltmeisterschaften 2015 im finnischen Kontiolahti zusammen mit Erik Lesser, Daniel Böhm und Arnd Peiffer Staffelweltmeister. Im Jahr 2016 gewann er bei den Weltmeisterschaften in Oslo Silber mit der Mixed- und der Männerstaffel.
Bei den Biathlon-Weltmeisterschaften 2017 in Hochfilzen gewann er Gold mit der Mixed-Staffel und mit ebenfalls Gold seine erste WM-Einzelmedaille im abschließenden Massenstartrennen.
Bei den Olympischen Spielen 2018 in Pyeongchang gewann Simon Schempp die Silbermedaille im Massenstart und die Bronzemedaille in der Staffel.
Nach einem Radsturz im Sommer 2018 hatte Schempp immer wieder Probleme und fand nie zu seiner alten Form zurück. Nach nur noch unregelmäßigen Auftritten im Weltcup verkündete er im Alter von 32 Jahren im Januar 2021 sein Karriereende.

## Statistik

### Weltcupsiege
| \| Nr. \| Datum \| Ort \| Disziplin \| \| --- \| ------------- \| --------------- \| ----------- \| \| 1. \| 17. Jan. 2014 \| Antholz \| Sprint \| \| 2. \| 18. Jan. 2014 \| Antholz \| Verfolgung \| \| 3. \| 18. Jan. 2015 \| Ruhpolding \| Massenstart \| \| 4. \| 22. Jan. 2015 \| Antholz \| Sprint \| \| 5. \| 24. Jan. 2015 \| Antholz \| Verfolgung \| \| 6. \| 11. Dez. 2015 \| Hochfilzen \| Sprint \| \| 7. \| 17. Dez. 2015 \| Pokljuka \| Sprint \| \| 8. \| 19. Dez. 2015 \| Pokljuka \| Verfolgung \| \| 9. \| 22. Jan. 2016 \| Antholz \| Sprint \| \| 10. \| 19. März 2016 \| Chanty-Mansijsk \| Verfolgung \| \| 11. \| 8. Jan. 2017 \| Oberhof \| Massenstart \| \| 12. \| 19. Feb. 2017 \| Hochfilzen (WM) \| Massenstart \| |               |                 |             |
| Nr. | Datum         | Ort             | Disziplin   |
| 1. | 17. Jan. 2014 | Antholz         | Sprint      |
| 2. | 18. Jan. 2014 | Antholz         | Verfolgung  |
| 3. | 18. Jan. 2015 | Ruhpolding      | Massenstart |
| 4. | 22. Jan. 2015 | Antholz         | Sprint      |
| 5. | 24. Jan. 2015 | Antholz         | Verfolgung  |
| 6. | 11. Dez. 2015 | Hochfilzen      | Sprint      |
| 7. | 17. Dez. 2015 | Pokljuka        | Sprint      |
| 8. | 19. Dez. 2015 | Pokljuka        | Verfolgung  |
| 9. | 22. Jan. 2016 | Antholz         | Sprint      |
| 10. | 19. März 2016 | Chanty-Mansijsk | Verfolgung  |
| 11. | 8. Jan. 2017  | Oberhof         | Massenstart |
| 12. | 19. Feb. 2017 | Hochfilzen (WM) | Massenstart |

| \| Nr. \| Datum \| Ort \| Disziplin \| \| --- \| ------------- \| ----------------------- \| --------------- \| \| 1. \| 28. März 2010 \| Chanty-Mansijsk (WM) \| Mixed-Staffel 1 \| \| 2. \| 13. Dez. 2013 \| Annecy-Le Grand-Bornand \| Staffel 2 \| \| 3. \| 14. März 2015 \| Kontiolahti (WM) \| Staffel 3 \| \| 4. \| 7. Feb. 2016 \| Canmore \| Mixed-Staffel 4 \| \| 5. \| 21. Jan. 2017 \| Antholz \| Staffel 5 \| \| 6. \| 9. Feb. 2017 \| Hochfilzen (WM) \| Mixed-Staffel 6 \| 1 mit Simone Hauswald, Magdalena Neuner und Arnd Peiffer 2 mit Erik Lesser, Andreas Birnbacher und Arnd Peiffer 3 mit Erik Lesser, Daniel Böhm und Arnd Peiffer 4 mit Franziska Hildebrand, Franziska Preuß und Arnd Peiffer 5 mit Erik Lesser, Benedikt Doll und Arnd Peiffer 6 mit Vanessa Hinz, Laura Dahlmeier und Arnd Peiffer |               |                         |                 |
| Nr. | Datum         | Ort                     | Disziplin       |
| 1. | 28. März 2010 | Chanty-Mansijsk (WM)    | Mixed-Staffel 1 |
| 2. | 13. Dez. 2013 | Annecy-Le Grand-Bornand | Staffel 2       |
| 3. | 14. März 2015 | Kontiolahti (WM)        | Staffel 3       |
| 4. | 7. Feb. 2016  | Canmore                 | Mixed-Staffel 4 |
| 5. | 21. Jan. 2017 | Antholz                 | Staffel 5       |
| 6. | 9. Feb. 2017  | Hochfilzen (WM)         | Mixed-Staffel 6 |

### Weltcupplatzierungen
Die Tabelle zeigt alle Platzierungen (je nach Austragungsjahr einschließlich Olympische Spiele und Weltmeisterschaften).
- 1.–3. Platz: Anzahl der Podiumsplatzierungen
- Top 10: Anzahl der Platzierungen unter den ersten zehn (einschließlich Podium)
- Punkteränge: Anzahl der Platzierungen innerhalb der Punkteränge (einschließlich Podium und Top 10)
- Starts: Anzahl gelaufener Rennen in der jeweiligen Disziplin
- Staffel: inklusive Mixed- und Single-Mixed-Staffeln

| Platzierung | Einzel | Sprint | Verfolgung | Massenstart | Staffel | Gesamt |
| ----------- | ------ | ------ | ---------- | ----------- | ------- | ------ |
| 1. Platz    |        | 5      | 4          | 3           | 6       | 18     |
| 2. Platz    | 1      | 4      | 5          | 1           | 10      | 21     |
| 3. Platz    | 1      | 1      |            |             | 11      | 13     |
| Top 10      | 6      | 26     | 25         | 11          | 44      | 112    |
| Punkteränge | 16     | 61     | 50         | 30          | 45      | 202    |
| Starts      | 20     | 80     | 54         | 30          | 45      | 229    |

### Olympische Winterspiele
Ergebnisse bei Olympischen Winterspielen:
|                                             | Einzelwettbewerbe | Einzelwettbewerbe | Einzelwettbewerbe | Einzelwettbewerbe | Staffelwettbewerbe | Staffelwettbewerbe |
| Sprint                                      | Verfolgung        | Einzel            | Massenstart       | Herrenstaffel     | Mixedstaffel       |                    |
| ------------------------------------------- | ----------------- | ----------------- | ----------------- | ----------------- | ------------------ | ------------------ |
| Olympische Winterspiele 2010 \| Vancouver   | –                 | –                 | –                 | –                 | 5.                 |                    |
| Olympische Winterspiele 2014 \| Sotschi     | 15.               | 6.                | 16.               | 13.               | 2.                 | DSQ 1              |
| Olympische Winterspiele 2018 \| Pyeongchang | 7.                | 5.                | 36.               | 2.                | 3.                 | –                  |

### Weltcupwertungen
Ergebnisse bei Biathlon-Weltcups (Disziplinen- und Gesamtweltcup) gemäß Punktesystem.
| Saison  | Einzel | Einzel | Sprint | Sprint | Verfolgung | Verfolgung | Massenstart | Massenstart | Gesamt | Gesamt |
| Saison  | Platz  | Punkte | Platz  | Punkte | Platz      | Punkte     | Platz       | Punkte      | Platz  | Punkte |
| ------- | ------ | ------ | ------ | ------ | ---------- | ---------- | ----------- | ----------- | ------ | ------ |
| 2010/11 | 60.    | 13     | –      | –      | 70.        | 13         | –           | –           | 87.    | 26     |
| 2011/12 | 16.    | 59     | 28.    | 116    | 21.        | 132        | 27.         | 60          | 26.    | 367    |
| 2012/13 | 63.    | 6      | 27.    | 127    | 32.        | 106        | 17.         | 102         | 29.    | 341    |
| 2013/14 | 25.    | 32     | 11.    | 214    | 6.         | 220        | 20.         | 62          | 10.    | 528    |
| 2014/15 | 14.    | 64     | 3.     | 354    | 4.         | 228        | 7.          | 146         | 4.     | 792    |
| 2015/16 | 9.     | 79     | 2.     | 316    | 6.         | 251        | 14.         | 123         | 4.     | 769    |
| 2016/17 | 13.    | 68     | 11.    | 209    | 6.         | 233        | 2.          | 231         | 5.     | 741    |
| 2017/18 | 9.     | 53     | 7.     | 212    | 16.        | 140        | 25.         | 79          | 12.    | 484    |
| 2018/19 | 27.    | 40     | 56.    | 29     | 39.        | 49         | 40.         | 16          | 44.    | 134    |
| 2019/20 | –      | –      | 44.    | 53     | 32.        | 44         | 41.         | 22          | 41.    | 119    |

## Privates
Simon Schempp war von 2008 bis 2011 mit der Biathletin Miriam Gössner liiert. Seit dem Winter 2015/16 ist die Biathletin Franziska Preuß seine Freundin. Er ist Botschafter des Vereins Athletes for Ukraine.
2021 begann er ein Duales Studium beim Deutschen Skiverband (DSV).

## Werke
- Zieleinlauf. Mein Leben für den Biathlon. Autobiografie. Riva Verlag, München 2022, ISBN 978-3-7423-1928-9.